# Morti il 14 maggio
| Questa pagina contiene informazioni ricavate automaticamente dalle voci biografiche con l'ausilio del template Bio e di un bot. L'aggiornamento è periodico e automatico e ricostruisce completamente la pagina. Se manca una persona in questa lista, sei pregato di non aggiungerla, ma accertati piuttosto che la sua voce biografica contenga il template Bio e che i dati anagrafici siano correttamente compilati. Se il template Bio manca, inseriscilo tu stesso o, in alternativa, metti l'avviso {{tmp\|Bio}} che ne segnala la mancanza. Se i dati riportati sono sbagliati, correggi direttamente la voce biografica; le modifiche saranno visibili in questa lista entro pochi giorni. Per chiarimenti vedi il progetto biografie. La lista contiene solo le 462 persone che sono citate nell'enciclopedia e per le quali è stato implementato correttamente il template Bio. Pagina aggiornata al 17 ago 2025. |

## II secolo(1)
- 171 - Vittore e Corona, santo romano

## IV secolo(1)
- 307 - Bonifacio di Tarso, santo romano

## VI secolo(1)
- 551 - Gallo I di Clermont, vescovo francese

## VII secolo(2)
- 638 - Cartaco di Lismore, vescovo e santo irlandese
- 649 - Papa Teodoro I, papa e vescovo bizantino

## VIII secolo(1)
- 739 - Engelmondo di Velsen, abate olandese

## IX secolo(1)
- 873 - Adalwin di Salisburgo, arcivescovo tedesco

## X secolo(1)
- 964 - Papa Giovanni XII, papa italiano

## XI secolo(3)
- 1015 - Berta degli Obertenghi, nobile italiana
- 1025 - Ishoʿyahb IV bar Ezechiel, vescovo cristiano orientale siro
- 1080 - William Walcher, vescovo tedesco

## XIII secolo(4)
- 1219 - Guglielmo il Maresciallo, cavaliere medievale e condottiero inglese
- 1235 - Guidotto da Correggio, vescovo cattolico italiano
- 1265 - Egidio da Vouzela, teologo portoghese
- 1277 - Nicola I di Werle, principe

## XIV secolo(1)
- 1323 - Simone di Archiac, cardinale e arcivescovo cattolico francese

## XV secolo(10)
- 1411 - Margherita di Kleve, nobildonna tedesca
- 1426 - Giovanni Mazzuoli, compositore e organista italiano
- 1427 - Re Alexis, rivoluzionario cipriota
- 1438 - Matilde di Savoia, nobile italiana
- 1460 - Guarnerio Castiglioni, nobile, politico e diplomatico italiano
- 1462 - Giovanna di Marle, nobile francese (n. 1415)
- 1466 - Bernardo Giovanni Cabrera, nobile, politico e militare spagnolo (n. 1400)
- 1491 - Filippo Strozzi il Vecchio, banchiere italiano (n. 1428)
- 1493 - Nannina de' Medici, nobildonna italiana (n. 1448)
- 1500 - Leone Cobelli, pittore e storico italiano (n. 1425)

## XVI secolo(9)
- 1507 - Hernando de Talavera, arcivescovo cattolico spagnolo (n. 1428)
- 1509 - Girolamo Granchio, condottiero italiano
- 1509 - Pietro del Monte, condottiero italiano
- 1509 - Piersanto Cecili, politico e condottiero italiano
- 1509 - Turchetto da Lodi, condottiero italiano
- 1531 - Guillaume de Montmorency, politico francese (n. 1453)
- 1532 - Erich von Braunschweig-Grubenhagen, vescovo cattolico e militare tedesco (n. 1478)
- 1562 - Lelio Sozzini, teologo italiano (n. 1525)
- 1565 - Nicolaus von Amsdorf, teologo e vescovo luterano tedesco (n. 1483)

## XVII secolo(20)
- 1603 - Gabriele VIII di Alessandria, vescovo cristiano orientale egiziano
- 1608 - Carlo III di Lorena, nobile (n. 1543)
- 1610 - Enrico IV di Francia, re (n. 1553)
- 1615 - Odo van Maelcote, scienziato e matematico belga (n. 1572)
- 1629 - Jean Gordon, nobildonna scozzese (n. 1546)
- 1642 - Ottaviano Castelli, medico, librettista e compositore italiano
- 1643 - Luigi XIII di Francia, re (n. 1601)
- 1649 - Bonaventura di Sardegna, missionario e linguista italiano
- 1649 - Elisabetta Maddalena di Pomerania, duchessa tedesca (n. 1580)
- 1650 - Martin Droeshout, incisore inglese (n. 1601)
- 1661 - Ilario Casolani, pittore italiano (n. 1588)
- 1665 - Giangirolamo II Acquaviva d'Aragona, politico e militare italiano (n. 1600)
- 1666 - Clemente Galano, missionario e presbitero italiano (n. 1611)
- 1667 - Georges de Scudéry, romanziere e drammaturgo francese (n. 1601)
- 1669 - Denis de Sallo, avvocato, giornalista e scrittore francese (n. 1626)
- 1688 - Antoine Furetière, abate e scrittore francese (n. 1619)
- 1688 - Carlo Grossi, compositore italiano
- 1690 - Carlo Cerri, cardinale e vescovo cattolico italiano (n. 1610)
- 1692 - Robert Kirk, presbitero scozzese (n. 1644)
- 1692 - Luisa Cristina di Savoia, nobildonna italiana (n. 1629)

## XVIII secolo(23)
- 1717 - Giovanni Gaspare Zuccalli, architetto svizzero
- 1734 - Richard Cantillon, banchiere e economista irlandese (n. 1680)
- 1736 - Luigi Augusto di Borbone, nobile e militare francese (n. 1670)
- 1740 - Manuel d'Orléans, conte di Charny, generale francese (n. 1677)
- 1742 - Dominique Marie Varlet, vescovo cattolico francese (n. 1678)
- 1745 - Charles Churchill, generale e politico inglese (n. 1679)
- 1751 - Mary Churchill, nobile britannica (n. 1689)
- 1751 - Henry Reinhold, basso tedesco (n. 1690)
- 1757 - Bartolomeo Cordans, compositore italiano (n. 1698)
- 1761 - Giovanni Larber, botanico e medico italiano (n. 1703)
- 1761 - Thomas Simpson, matematico britannico (n. 1710)
- 1762 - Noël Regnault, gesuita e fisico francese (n. 1683)
- 1764 - Giuseppe Palazzotto, architetto italiano (n. 1702)
- 1771 - Charles Bruce, V conte di Elgin, nobile scozzese (n. 1732)
- 1781 - Giovan Battista Campidori, architetto italiano (n. 1726)
- 1781 - Abram Petrovič Gannibal, generale russo (n. 1696)
- 1781 - Franz Schütz, pittore e incisore tedesco (n. 1751)
- 1783 - Carl Friedrich von Bassewitz, politico tedesco (n. 1720)
- 1791 - Francesca Lebrun, cantante lirica e compositrice tedesca (n. 1756)
- 1793 - Pierre-Antoine de La Place, scrittore, drammaturgo e traduttore francese (n. 1707)
- 1797 - Ireneo Affò, storico dell'arte, letterato e numismatico italiano (n. 1741)
- 1797 - Giovanni Fagnano dei Toschi, matematico italiano (n. 1715)
- 1799 - Siméon Cardon, religioso francese (n. 1759)

## XIX secolo(60)
- 1810 - Sebastiano de Rosa, vescovo cattolico italiano (n. 1729)
- 1811 - Anthony Ashley-Cooper, V conte di Shaftesbury, nobile britannico (n. 1761)
- 1818 - Matthew Gregory Lewis, romanziere e drammaturgo britannico (n. 1775)
- 1818 - Carlotta di Meclemburgo-Strelitz, duchessa tedesca (n. 1769)
- 1822 - Daniel Lescallier, politico francese (n. 1743)
- 1827 - Louis Ramond de Carbonnières, politico, geologo e botanico francese (n. 1755)
- 1828 - Etienne-Jean Georget, psichiatra francese (n. 1795)
- 1831 - Giuseppe Parisi, generale e ingegnere militare italiano (n. 1745)
- 1832 - Edward Dodwell, pittore e viaggiatore irlandese (n. 1767)
- 1835 - Guglielmina di Dörnberg, nobildonna prussiana (n. 1803)
- 1838 - Auguste Julien Bigarré, generale francese (n. 1775)
- 1840 - Johann Carl Ludwig Engel, architetto tedesco (n. 1778)
- 1845 - Manuel Jorge Rodrigues, generale e politico portoghese (n. 1777)
- 1846 - Vincenzo Mistrali, politico e poeta italiano (n. 1780)
- 1847 - Fanny Mendelssohn, pianista e compositrice tedesca (n. 1805)
- 1849 - Enrico Bartelloni, patriota italiano (n. 1808)
- 1851 - Manuel Gómez Pedraza, politico e generale messicano (n. 1789)
- 1852 - Emanuele Pes di Villamarina, militare e politico italiano (n. 1777)
- 1855 - Giovanni Pianori, patriota italiano (n. 1823)
- 1856 - Théodore Guérin, religiosa e missionaria francese (n. 1798)
- 1859 - Giovanni Battista Monti, avvocato, politico e notaio svizzero (n. 1781)
- 1859 - Joseph Sturge, politico e attivista britannico (n. 1793)
- 1860 - Ludwig Bechstein, scrittore tedesco (n. 1801)
- 1860 - Mauro Conconi, pittore italiano (n. 1815)
- 1861 - Francis Russell, VII duca di Bedford, politico britannico (n. 1788)
- 1863 - Ferdinand Beyer, pianista e compositore tedesco (n. 1803)
- 1863 - Michele Garicoïts, presbitero francese (n. 1797)
- 1863 - Pietro Pisanello, farmacista italiano (n. 1816)
- 1863 - Émile Prudent, pianista e compositore francese (n. 1817)
- 1866 - Giacomo De Vincentiis, arcivescovo cattolico italiano (n. 1775)
- 1866 - Henrik Weber, pittore ungherese (n. 1818)
- 1867 - Joseph Toussaint Reinaud, storico e orientalista francese (n. 1795)
- 1869 - Francisco Laso, pittore e politico peruviano (n. 1823)
- 1872 - Edmond de Talleyrand-Périgord, nobile e generale francese (n. 1787)
- 1875 - Gottfried Bernhardy, filologo classico e critico letterario tedesco (n. 1800)
- 1877 - Salvatore Pes, marchese di Villamarina, diplomatico e politico italiano (n. 1808)
- 1878 - Giuseppe Obici, scultore italiano (n. 1807)
- 1878 - Ōkubo Toshimichi, politico giapponese (n. 1830)
- 1879 - Henry Sewell, politico neozelandese (n. 1807)
- 1881 - Maria Domenica Mazzarello, religiosa italiana (n. 1837)
- 1881 - Pietro di Oldenburg, duca (n. 1812)
- 1881 - Mary Seacole, imprenditrice e infermiera giamaicana (n. 1805)
- 1882 - Cadwallader Colden Washburn, politico e militare statunitense (n. 1818)
- 1883 - Mahmud Nedim Pascià, politico ottomano (n. 1818)
- 1884 - Giovanni Battista Janelli, militare e scrittore italiano (n. 1819)
- 1884 - Prospero Marchetti, avvocato italiano (n. 1822)
- 1885 - Johann Georg Böschenstein, giudice e politico svizzero (n. 1804)
- 1886 - Antonio Oliva, politico e patriota italiano (n. 1827)
- 1887 - Hippolyte Bayard, fotografo francese (n. 1801)
- 1887 - Lysander Spooner, filosofo, anarchico e giurista statunitense (n. 1808)
- 1889 - Samuel Hirsch, rabbino prussiano (n. 1815)
- 1891 - Evandro Sigismondi, avvocato e politico italiano (n. 1830)
- 1892 - Pius Bonifacius Gams, storico, presbitero e monaco cristiano tedesco (n. 1816)
- 1893 - Ernst Eduard Kummer, matematico tedesco (n. 1810)
- 1893 - Giacinto Pacchiotti, medico, igienista e politico italiano (n. 1820)
- 1896 - Miquel Carbonell i Selva, pittore e poeta spagnolo (n. 1854)
- 1896 - Évariste-Vital Luminais, pittore francese (n. 1821)
- 1898 - Giuseppe Dezza, generale, politico e patriota italiano (n. 1830)
- 1899 - Lars Fredrik Nilson, chimico svedese (n. 1840)
- 1900 - Antonio Prudenza, tenore italiano (n. 1823)

## XX secolo(206)
- 1902 - Władysław Skłodowski, scienziato, educatore e traduttore polacco (n. 1832)
- 1903 - Cesare Bartolena, pittore e fotografo italiano (n. 1830)
- 1904 - Fëdor Aleksandrovič Bredichin, astronomo russo (n. 1831)
- 1904 - Carlo De Vincentiis, medico e chirurgo italiano (n. 1849)
- 1904 - Emmanuel Drake del Castillo, botanico francese (n. 1855)
- 1905 - Federico Delpino, botanico italiano (n. 1833)
- 1906 - Heinrich di Coudenhove-Kalergi, viaggiatore e diplomatico austriaco (n. 1859)
- 1906 - Carl Schurz, politico, generale e diplomatico statunitense (n. 1829)
- 1908 - Vach Lewis, wrestler e criminale statunitense
- 1908 - Max Zweifach, criminale statunitense (n. 1884)
- 1909 - Giovanni Vailati, matematico, filosofo e storico italiano (n. 1863)
- 1910 - Gaetano Koch, architetto italiano (n. 1849)
- 1912 - Federico VIII di Danimarca, re danese (n. 1843)
- 1912 - August Strindberg, drammaturgo, scrittore e poeta svedese (n. 1849)
- 1913 - Natal'ja Aleksandrovna Puškina, contessa russa (n. 1836)
- 1913 - Thérésa, cantante francese (n. 1837)
- 1915 - Herman Donners, pallanuotista belga (n. 1888)
- 1915 - Oswald Lohse, astronomo tedesco (n. 1845)
- 1917 - Luigi Settino, militare italiano (n. 1897)
- 1918 - James Gordon Bennett Jr., imprenditore statunitense (n. 1841)
- 1918 - Lucretia Garfield, first lady statunitense (n. 1832)
- 1918 - Wilhelm Launhardt, economista e matematico tedesco (n. 1832)
- 1918 - Henry Percy, VII duca di Northumberland, funzionario britannico (n. 1846)
- 1919 - Ernest Failloubaz, aviatore svizzero (n. 1892)
- 1919 - Henry John Heinz, imprenditore statunitense (n. 1844)
- 1920 - Henri Négresco, imprenditore francese (n. 1870)
- 1922 - Maria Vittoria Hamilton, nobile britannica (n. 1850)
- 1922 - Andrea Meschia, calciatore italiano (n. 1885)
- 1922 - Jack Sinclair, calciatore nordirlandese (n. 1856)
- 1923 - Charles de Freycinet, politico e ingegnere francese (n. 1828)
- 1924 - Enrico Barone, militare, storico e economista italiano (n. 1859)
- 1924 - Lino Maupas, religioso italiano (n. 1866)
- 1924 - Fortunato Maycotte, generale messicano (n. 1891)
- 1925 - H. Rider Haggard, scrittore e funzionario britannico (n. 1856)
- 1926 - Adolf Bergman, tiratore di fune svedese (n. 1879)
- 1926 - Cristiano Kraft di Hohenlohe-Öhringen, politico tedesco (n. 1848)
- 1927 - Francis Kelsey, archeologo e latinista statunitense (n. 1858)
- 1929 - Rebeca Matte Bello, scultrice cilena (n. 1875)
- 1930 - Erik Algot Fredriksson, tiratore di fune svedese (n. 1885)
- 1931 - David Belasco, drammaturgo, impresario teatrale e regista teatrale statunitense (n. 1853)
- 1931 - Viktor Dyk, politico e poeta ceco (n. 1877)
- 1932 - Lule Warrenton, attrice e regista statunitense (n. 1862)
- 1933 - Erich Schönfelder, regista, attore e sceneggiatore tedesco (n. 1885)
- 1933 - Juozas Žebrauskas, calciatore lituano (n. 1904)
- 1934 - József Jeszmás, calciatore ungherese (n. 1897)
- 1934 - Erich Ludwig, rugbista a 15 tedesco (n. 1879)
- 1934 - Edoardo Soderini, politico italiano (n. 1853)
- 1935 - Ageo Arcangeli, giurista italiano (n. 1880)
- 1935 - Paul Fournier, giurista, storico e medievista francese (n. 1853)
- 1935 - Edwin Brant Frost, astronomo statunitense (n. 1866)
- 1935 - Magnus Hirschfeld, medico e scrittore tedesco (n. 1868)
- 1936 - Edmund Allenby, generale britannico (n. 1861)
- 1937 - Charles Homer Haskins, storico statunitense (n. 1870)
- 1938 - Miguel Cabanellas Ferrer, generale e politico spagnolo (n. 1872)
- 1938 - Aaron Daggett, generale statunitense (n. 1837)
- 1938 - Rivo Ruggeri, militare italiano (n. 1912)
- 1938 - Robert Sutherland Rattray, antropologo statunitense (n. 1881)
- 1939 - Romolo Buni, pistard e dirigente sportivo italiano (n. 1871)
- 1940 - Menno ter Braak, scrittore olandese (n. 1902)
- 1940 - Emma Goldman, anarchica, attivista e saggista russa (n. 1869)
- 1940 - Edgar du Perron, scrittore olandese (n. 1899)
- 1941 - Leander Keim, ginnasta e multiplista statunitense (n. 1879)
- 1942 - Frank Churchill, compositore statunitense (n. 1901)
- 1943 - Mario Ferrigni, giornalista, critico d'arte e drammaturgo italiano (n. 1878)
- 1943 - Henri La Fontaine, politico e avvocato belga (n. 1854)
- 1943 - Giorgio di Sassonia, principe (n. 1893)
- 1944 - Cosimo Di Palma, aviatore e ufficiale italiano (n. 1915)
- 1944 - John Martin-Harvey, attore, direttore teatrale e produttore teatrale inglese (n. 1863)
- 1945 - Wolfgang Lüth, militare tedesco (n. 1913)
- 1945 - Georges Roes, tiratore a volo francese (n. 1889)
- 1945 - Remigio Scavazza, calciatore italiano (n. 1912)
- 1946 - Lee Kohlmar, attore e regista tedesco (n. 1873)
- 1947 - Pietro Capparoni, medico e storico italiano (n. 1868)
- 1950 - Émile Jeanbrau, medico francese (n. 1873)
- 1951 - Val Lewton, produttore cinematografico russo (n. 1904)
- 1952 - Cesare Goretti, filosofo e giurista italiano (n. 1886)
- 1953 - Tamára Abakéliâ, scultrice, scenografa e illustratrice georgiana (n. 1905)
- 1953 - Arvid Rydman, ginnasta finlandese (n. 1884)
- 1954 - Elemér Gorondy-Novak, generale ungherese (n. 1885)
- 1954 - Heinz Guderian, generale tedesco (n. 1888)
- 1955 - Betty Ann Davies, attrice britannica (n. 1910)
- 1956 - Cesare Bonetti, sollevatore italiano (n. 1888)
- 1956 - Albert Kluyver, microbiologo e biochimico olandese (n. 1888)
- 1956 - Ferdinando Maberini, compositore italiano (n. 1886)
- 1957 - Camil Petrescu, scrittore e filosofo rumeno (n. 1894)
- 1957 - Marie Vassilieff, pittrice e scultrice russa (n. 1884)
- 1957 - Guido Zucchini, ingegnere e storico dell'arte italiano (n. 1882)
- 1958 - Marius Lefèvre, ginnasta danese (n. 1875)
- 1958 - Walter Stoneman, fotografo inglese (n. 1876)
- 1959 - Sidney Bechet, sassofonista, clarinettista e compositore statunitense (n. 1897)
- 1959 - Maria Antonia di Braganza, duchessa portoghese (n. 1862)
- 1959 - Ivan Nikolaevič Perestiani, regista cinematografico russo (n. 1870)
- 1959 - Athanasios Vouros, schermidore greco (n. 1871)
- 1960 - Lucrezia Bori, soprano spagnolo (n. 1887)
- 1961 - James Leonard Farmer Senior, scrittore, teologo e educatore statunitense (n. 1886)
- 1962 - Florence Auer, attrice e sceneggiatrice statunitense (n. 1880)
- 1962 - Silpa Bhirasri, scultore e incisore italiano (n. 1892)
- 1963 - Harold Stanley, imprenditore statunitense (n. 1885)
- 1964 - Giovanni Consolazione, pittore e artista italiano (n. 1908)
- 1965 - Frances Perkins, politica statunitense (n. 1880)
- 1966 - Megan Lloyd George, politica britannica (n. 1902)
- 1966 - Eligio Possenti, critico teatrale e drammaturgo italiano (n. 1886)
- 1966 - Celso Ranieri, generale e aviatore italiano (n. 1900)
- 1967 - Fausto Acke, ginnasta e discobolo italiano (n. 1897)
- 1967 - Renzo De Vecchi, calciatore e allenatore di calcio italiano (n. 1894)
- 1967 - Osvaldo Moles, giornalista, conduttore radiofonico e paroliere brasiliano (n. 1913)
- 1967 - Ernst Thommen, dirigente sportivo svizzero (n. 1899)
- 1967 - James Tinling, regista statunitense (n. 1889)
- 1968 - Alan Jerrard, aviatore britannico (n. 1897)
- 1968 - Husband Kimmel, ammiraglio statunitense (n. 1882)
- 1969 - Enid Bennett, attrice australiana (n. 1893)
- 1969 - Fred Lane, nuotatore australiano (n. 1880)
- 1969 - Raymond Louviot, ciclista su strada, pistard e dirigente sportivo francese (n. 1908)
- 1969 - Walter Pitts, matematico statunitense (n. 1923)
- 1970 - Arkadij Viktorovič Belinkov, scrittore e critico letterario sovietico (n. 1921)
- 1970 - Billie Burke, attrice statunitense (n. 1884)
- 1970 - Charles Fredericks, attore statunitense (n. 1918)
- 1970 - Fritz Perls, psicoterapeuta tedesco (n. 1893)
- 1970 - Louise Goff Reece, politica statunitense (n. 1898)
- 1971 - Jakob Swatosch, calciatore austriaco (n. 1891)
- 1972 - Sándor Radó, psicoanalista e medico ungherese (n. 1890)
- 1973 - Saúl Calandra, calciatore argentino (n. 1904)
- 1973 - Hans Haas, sollevatore austriaco (n. 1906)
- 1973 - Fritz Kachler, pattinatore artistico su ghiaccio austriaco (n. 1888)
- 1973 - Raymond Schwartz, scrittore e esperantista francese (n. 1894)
- 1973 - Elmer Snowden, suonatore di banjo, direttore d'orchestra e chitarrista statunitense (n. 1900)
- 1973 - Leonardo Vitetti, diplomatico italiano (n. 1894)
- 1974 - Jacob Levi Moreno, psichiatra rumeno (n. 1889)
- 1974 - Hipólito Lázaro, cantante lirico spagnolo (n. 1887)
- 1974 - Bruno Mozzambani, calciatore italiano (n. 1923)
- 1974 - Antonio Rivarola, calciatore argentino (n. 1908)
- 1975 - Lyall Dagg, giocatore di curling canadese (n. 1929)
- 1975 - Federico Torretta, politico italiano (n. 1890)
- 1976 - Ernst Baumgarten, compositore di scacchi tedesco (n. 1886)
- 1977 - Angelo Parona, ammiraglio italiano (n. 1889)
- 1978 - Henri Chapron, imprenditore e designer francese (n. 1886)
- 1978 - Umberto Cornetti, calciatore italiano (n. 1903)
- 1978 - Alexander Kipnis, basso russo (n. 1891)
- 1978 - Bill Lear, inventore e imprenditore statunitense (n. 1902)
- 1978 - Paul Mason, diplomatico inglese (n. 1904)
- 1978 - Robert Menzies, politico australiano (n. 1894)
- 1979 - Zvonimir Cimermančić, calciatore jugoslavo (n. 1917)
- 1979 - Josef Kitzmüller, calciatore austriaco (n. 1912)
- 1979 - Viktor Novikov, gesuita russo (n. 1905)
- 1979 - Heinz Pollay, cavaliere tedesco (n. 1908)
- 1979 - Jean Rhys, scrittrice britannica (n. 1890)
- 1980 - Carl Ebert, attore, regista e direttore teatrale tedesco (n. 1887)
- 1980 - Hugh Griffith, attore gallese (n. 1912)
- 1980 - Julien Moineau, ciclista su strada francese (n. 1903)
- 1980 - Xiro Papas, attore e produttore cinematografico italiano (n. 1933)
- 1980 - Riccardo Walter, politico e partigiano italiano (n. 1895)
- 1982 - Hugh Beaumont, attore statunitense (n. 1909)
- 1983 - Fëdor Aleksandrovič Abramov, scrittore russo (n. 1920)
- 1983 - Miguel Alemán Valdés, politico messicano (n. 1900)
- 1983 - Giulio Bisulli, pilota automobilistico italiano (n. 1936)
- 1983 - André Dupont-Sommer, orientalista francese (n. 1900)
- 1983 - Seweryn Kulesza, cavaliere polacco (n. 1900)
- 1983 - Billy Petrolle, pugile statunitense (n. 1905)
- 1983 - René Pontoni, calciatore argentino (n. 1920)
- 1984 - Emilio Bajada, matematico italiano (n. 1914)
- 1984 - Walter Rauff, militare tedesco (n. 1906)
- 1984 - Frederich Silaban, architetto indonesiano (n. 1912)
- 1985 - Giuseppe Guerreschi, pittore italiano (n. 1929)
- 1985 - Ladislav Ženíšek, allenatore di calcio e calciatore cecoslovacco (n. 1904)
- 1986 - Vjačeslav Stepanovič Bražnik, ingegnere sovietico (n. 1957)
- 1986 - Viktor Nikolaevič Kibenok, vigile del fuoco e militare sovietico (n. 1963)
- 1986 - Leonid Fëdorovič Toptunov, ingegnere sovietico (n. 1960)
- 1987 - Rita Hayworth, attrice, ballerina e cantante statunitense (n. 1918)
- 1988 - Willem Drees, politico olandese (n. 1886)
- 1988 - Ernesto Giménez Caballero, scrittore e politico spagnolo (n. 1899)
- 1990 - Tarcisio Longoni, politico italiano (n. 1913)
- 1990 - Giuseppe Tortorella, politico italiano (n. 1910)
- 1991 - Venerando Correnti, antropologo italiano (n. 1909)
- 1991 - Aladár Gerevich, schermidore ungherese (n. 1910)
- 1991 - Jiang Qing, politica cinese (n. 1914)
- 1991 - Etelredo Pascolo, politico e giornalista italiano (n. 1898)
- 1992 - Lyle Alzado, giocatore di football americano e attore statunitense (n. 1949)
- 1992 - Helge Helgesen, calciatore norvegese (n. 1912)
- 1992 - Nie Rongzhen, generale e politico cinese (n. 1899)
- 1992 - Dante Pergreffi, bassista italiano (n. 1961)
- 1994 - Cihat Arman, calciatore e allenatore di calcio turco (n. 1915)
- 1994 - William Graham Claytor Junior, politico statunitense (n. 1912)
- 1994 - Sante Scarcia, sollevatore italiano (n. 1903)
- 1995 - Christian Anfinsen, biochimico statunitense (n. 1916)
- 1995 - Jean Laurent, calciatore francese (n. 1906)
- 1996 - Marian Barone, ginnasta statunitense (n. 1924)
- 1996 - Fulvio Bianconi, artista, designer e grafico italiano (n. 1915)
- 1996 - Vera Chapman, scrittrice britannica (n. 1898)
- 1996 - Jan Hertl, calciatore cecoslovacco (n. 1929)
- 1996 - Adolf Rambold, ingegnere e inventore tedesco (n. 1900)
- 1996 - Dick Randall, produttore cinematografico e sceneggiatore statunitense (n. 1926)
- 1996 - Adone Stellin, calciatore italiano (n. 1921)
- 1996 - Leopold Šťastný, calciatore cecoslovacco (n. 1911)
- 1997 - Jambyn Batmönkh, politico mongolo (n. 1926)
- 1997 - Thelma Carpenter, cantante e attrice statunitense (n. 1922)
- 1997 - Morton Heilig, regista, direttore della fotografia e inventore statunitense (n. 1926)
- 1998 - Mahmud di Terengganu, sovrano malese (n. 1930)
- 1998 - Dulcídio Boschilia, arbitro di calcio brasiliano (n. 1938)
- 1998 - Frank Sinatra, cantante e attore statunitense (n. 1915)
- 1998 - Marjory Stoneman Douglas, giornalista e scrittrice statunitense (n. 1890)
- 1999 - Manuel del Cabral, poeta, scrittore e diplomatico dominicano (n. 1907)
- 1999 - Marco Nozza, giornalista e saggista italiano (n. 1926)
- 1999 - Maria Adelaide Raschini, filosofa italiana (n. 1925)
- 2000 - Reinhard Höhn, giurista tedesco (n. 1904)
- 2000 - Keizō Obuchi, politico giapponese (n. 1937)
- 2000 - Karl Shapiro, poeta statunitense (n. 1913)

## XXI secolo(117)
- 2001 - Mauro Bolognini, regista e sceneggiatore italiano (n. 1922)
- 2001 - Roger Boussinot, scrittore, critico cinematografico e regista francese (n. 1921)
- 2001 - Paul Bénichou, critico letterario e saggista francese (n. 1908)
- 2001 - Armando Nannuzzi, direttore della fotografia e regista italiano (n. 1925)
- 2001 - Héctor Puricelli, calciatore e allenatore di calcio uruguaiano (n. 1916)
- 2001 - Silvio Smersy, calciatore italiano (n. 1933)
- 2002 - Aage Gilberg, medico e scrittore danese (n. 1912)
- 2002 - Rainer Kriester, scultore e pittore tedesco (n. 1935)
- 2002 - Dale Morey, cestista, allenatore di pallacanestro e golfista statunitense (n. 1918)
- 2003 - Tranquilo Cappozzo, canottiere argentino (n. 1918)
- 2003 - Dave DeBusschere, cestista, giocatore di baseball e allenatore di pallacanestro statunitense (n. 1940)
- 2003 - Otto Edelmann, basso austriaco (n. 1917)
- 2003 - Al Fleming, cestista statunitense (n. 1954)
- 2003 - Teresa Fumarola, supercentenaria italiana (n. 1889)
- 2003 - Wendy Hiller, attrice britannica (n. 1912)
- 2003 - Vittorio Martuscelli, magistrato e politico italiano (n. 1917)
- 2003 - Dante Quinterno, fumettista argentino (n. 1909)
- 2003 - Robert Stack, attore statunitense (n. 1919)
- 2004 - Jesús Gil, imprenditore e politico spagnolo (n. 1933)
- 2004 - Torsten Johansson, tennista svedese (n. 1920)
- 2004 - Anna Lee, attrice britannica (n. 1913)
- 2005 - Ken McBride, cestista statunitense (n. 1929)
- 2006 - Stanley Kunitz, poeta statunitense (n. 1905)
- 2006 - Paul Marco, attore statunitense (n. 1927)
- 2006 - Robert Bruce Merrifield, biochimico statunitense (n. 1921)
- 2006 - Riccardo Sales, cestista e allenatore di pallacanestro italiano (n. 1941)
- 2007 - Nishihira Kosei, maestro di karate giapponese (n. 1942)
- 2008 - Arthur Burks, matematico statunitense (n. 1915)
- 2008 - Choe Ae-yeong, cestista sudcoreana (n. 1959)
- 2008 - Bill Collins, cestista statunitense (n. 1953)
- 2008 - Don Henriksen, cestista statunitense (n. 1929)
- 2008 - Jurij Rytchėu, scrittore russo (n. 1930)
- 2009 - Nat Militzok, cestista statunitense (n. 1923)
- 2009 - Piero Ruggeri, pittore italiano (n. 1930)
- 2009 - César Ruminski, calciatore francese (n. 1924)
- 2010 - Roberto Di Rosa, politico italiano (n. 1939)
- 2010 - Stelio Frati, ingegnere aeronautico, progettista e imprenditore italiano (n. 1919)
- 2010 - Lennart Olson, fotografo e regista svedese (n. 1925)
- 2010 - Luciano Vistosi, designer e scultore italiano (n. 1931)
- 2011 - Teuvo Laukkanen, fondista finlandese (n. 1919)
- 2011 - Giuseppe Macchi, calciatore italiano (n. 1921)
- 2011 - Maurizio Mondelli, dirigente sportivo, arbitro di rugby a 15 e rugbista a 15 italiano (n. 1935)
- 2011 - Birgitta Trotzig, scrittrice e critica letteraria svedese (n. 1929)
- 2012 - Vito Sante Miolli, calciatore italiano (n. 1928)
- 2012 - Ferrante Pierantoni, ingegnere e informatico italiano (n. 1933)
- 2012 - Graziella Riga, politica italiana (n. 1941)
- 2012 - Mario Trejo, poeta, giornalista e drammaturgo argentino (n. 1926)
- 2013 - Saverio Ungheri, scultore italiano (n. 1926)
- 2013 - Artus de Penguern, attore e scrittore francese (n. 1957)
- 2014 - Alfonso Franco Grassi, designer e artista italiano (n. 1943)
- 2014 - Tony Palladino, illustratore, designer e docente statunitense (n. 1930)
- 2015 - Joseph Agyemang-Gyau, calciatore ghanese (n. 1939)
- 2015 - B.B. King, chitarrista, cantante e compositore statunitense (n. 1925)
- 2015 - Franz Wright, poeta e traduttore statunitense (n. 1953)
- 2016 - Darwyn Cooke, fumettista e animatore canadese (n. 1962)
- 2016 - John Coyle, calciatore scozzese (n. 1932)
- 2016 - Engelbert Kraus, calciatore tedesco (n. 1934)
- 2016 - Giacomo Leopizzi, politico italiano (n. 1929)
- 2016 - Lasse Mårtenson, cantante finlandese (n. 1934)
- 2016 - Kay Tuckey, tennista britannica
- 2016 - Alvise Zorzi, giornalista, scrittore e biografo italiano (n. 1922)
- 2017 - Powers Boothe, attore statunitense (n. 1948)
- 2017 - Frankie Brian, cestista statunitense (n. 1923)
- 2017 - Thomas Vose Daily, vescovo cattolico statunitense (n. 1927)
- 2018 - Howard Bayne, cestista statunitense (n. 1942)
- 2018 - Ünal Büyükaycan, cestista turco (n. 1937)
- 2018 - Nicola Carrino, scultore italiano (n. 1932)
- 2018 - James Dunbar, canottiere statunitense (n. 1930)
- 2018 - Elaine Edwards, politica statunitense (n. 1929)
- 2018 - Leopoldo Paciscopi, scrittore e giornalista italiano (n. 1925)
- 2018 - George Sudarshan, fisico indiano (n. 1931)
- 2018 - William Vance, fumettista belga (n. 1935)
- 2018 - Tom Wolfe, saggista, giornalista e scrittore statunitense (n. 1930)
- 2019 - Tim Conway, attore e comico statunitense (n. 1933)
- 2019 - Gianluigi Gabetti, dirigente d'azienda italiano (n. 1924)
- 2019 - Sven Lindqvist, scrittore svedese (n. 1932)
- 2019 - Ruggero Lolini, compositore italiano (n. 1932)
- 2019 - Remig Stumpf, ciclista su strada e pistard tedesco (n. 1966)
- 2019 - Barbara York Main, aracnologa australiana (n. 1929)
- 2020 - Ezio Bosso, compositore, pianista e contrabbassista italiano (n. 1971)
- 2020 - Guido Cerniglia, attore e doppiatore italiano (n. 1939)
- 2020 - Phyllis George, modella e conduttrice televisiva statunitense (n. 1949)
- 2020 - Attila Ladinszky, calciatore ungherese (n. 1949)
- 2020 - Angelo Lo Forese, tenore italiano (n. 1920)
- 2020 - Ronald Ludington, pattinatore artistico su ghiaccio statunitense (n. 1934)
- 2020 - Jim Tucker, cestista statunitense (n. 1932)
- 2021 - Torkild Brakstad, allenatore di calcio e calciatore norvegese (n. 1945)
- 2021 - Ol'ga Domuladžanova, pugile e dirigente sportiva russa (n. 1969)
- 2021 - Haziq Kamaruddin, arciere malese (n. 1993)
- 2021 - New Jack, wrestler statunitense (n. 1963)
- 2022 - América Alonso, attrice venezuelana (n. 1936)
- 2022 - Piero Carletto, canottiere italiano (n. 1963)
- 2022 - Matteo Guarnaccia, artista, critico d'arte e viaggiatore italiano (n. 1954)
- 2022 - John W. Huffman, chimico statunitense (n. 1932)
- 2022 - Peter Nicholas, imprenditore statunitense (n. 1941)
- 2022 - Valerio Onida, costituzionalista italiano (n. 1936)
- 2022 - Lil Keed, rapper statunitense (n. 1998)
- 2022 - Maxi Rolón, calciatore argentino (n. 1995)
- 2022 - Ferdinando Signorelli, politico e medico italiano (n. 1928)
- 2022 - Hermann Stöcker, calciatore tedesco orientale (n. 1938)
- 2022 - Francesco Zerrillo, vescovo cattolico italiano (n. 1931)
- 2023 - Doyle Brunson, giocatore di poker statunitense (n. 1933)
- 2023 - John Giblin, bassista britannico (n. 1952)
- 2023 - Ingrid Haebler, pianista austriaca (n. 1929)
- 2023 - Fernando Olivella, calciatore spagnolo (n. 1936)
- 2023 - Vittorio Paliotti, giornalista, scrittore e drammaturgo italiano (n. 1930)
- 2023 - John Refoua, montatore statunitense (n. 1964)
- 2023 - Marco Warren, calciatore bermudiano (n. 1993)
- 2023 - Mario Ćutuk, calciatore e allenatore di calcio croato (n. 1960)
- 2024 - Fabián Cancelarich, calciatore argentino (n. 1965)
- 2024 - Angela Cavo, attrice italiana (n. 1934)
- 2024 - Netiporn Sanesangkhom, attivista e politica thailandese (n. 1995)
- 2024 - Necmi Ton, cestista turco
- 2024 - Tony Windis, cestista statunitense (n. 1933)
- 2025 - Chufo Lloréns, scrittore spagnolo (n. 1931)
- 2025 - Giorgio Panattoni, politico italiano (n. 1937)
- 2025 - Alì Rashid, politico, giornalista e attivista palestinese (n. 1953)

## Senza anno specificato(1)
- Liutgarda di Lussemburgo, contessa